# Данієлян Ашот Сережаєвич
Данієлян Ашот Сережаєвич — український підприємець, засновник і власник однієї з найбільших аптечних мереж України «Аптека 9-1-1». 

## Біографія
Народився у Харкові. 

### Професійна діяльність
Під його керівництвом мережа «Аптека 9-1-1» розвинулася до понад 500 аптечних пунктів по всій країні. 
Також є керівником і власником кількох підприємств у Харкові. Відомий своєю діяльністю у фармацевтичному бізнесі.

## Скандали та критика
У 2010–2011 роках через аптечну мережу, пов’язану з Ашотом Даніеляном (зокрема через приватну фірму «Гамма-55»), реалізовувалися препарати з високим вмістом псевдоефедрину, що використовуються для виготовлення наркотиків. Ця діяльність була пов’язана з організованою злочинною групою, яка за допомогою корупційних зв’язків у правоохоронних органах і Міністерстві охорони здоров’я продовжувала імпорт і продаж таких препаратів, незважаючи на державні обмеження.
У 2022 році власники аптечної мережі «9-1-1», серед яких Ашот Данієлян і його син, опинилися у центрі скандалу через незаконне будівництво в Харкові, яке призвело до обвалу частини будівлі на проспекті Гагаріна. Виявилося, що будівельні роботи проводилися без відповідних дозволів, що викликало критику з боку міської влади і громадськості.

### Критика цінової політики
Аптечна мережа Ашота Данієляна «9‑1‑1», разом з іншими найбільшими гравцями фармацевтичного ринку України («АНЦ», «Подорожник», «Бажаємо здоров’я» та «Аптека Доброго Дня»), станом на 2024 рік контролює близько 70 % роздрібного ринку лікарських засобів. Частка самої «9‑1‑1» перевищує 1 800 аптек по країні.
Аналітики та учасники ринку зазначають, що така концентрація призводить до фактичної відсутності конкуренції та дає змогу великим мережам, зокрема «9‑1‑1», встановлювати завищені ціни на ліки. ЗМІ описують ситуацію як «картельну змову», де великі гравці диктують цінову політику, позбавляючи споживачів альтернатив.
Підвищені ціни в аптеках великих мереж, зокрема в «9‑1‑1», викликали громадське обурення та призвели до втручання держави: на початку 2025 року уряд України запровадив граничні націнки на медикаменти з метою знизити кінцеву вартість ліків до 30 %, що стало реакцією на публічну критику, зокрема від Президента Володимира Зеленського.
Попри рекламовані програми лояльності та знижки, експерти фіксують, що заявлені акції не компенсують загальну дорожнечу препаратів у мережі. Особливо це стосується рецептурних та імпортних лікарських засобів, ціни на які залишаються вище середньоринкових.